# Nee-chan no koibito
Nee-chan no koibito (姉ちゃんの恋人?), noto anche con il titolo internazionale Our Sister's Soulmate, è una serie televisiva giapponese del 2020.

## Trama
Dopo l'improvvisa morte dei genitori, mentre non aveva ancora terminato le superiori, Momoko Adachi decise di interrompere gli studi e di prendersi cura dei suoi tre fratelli minori. Con il passare del tempo ha sempre messo loro al primo posto, non avendo tuttavia nessuno su cui fare affidamento per esprimere quanto realmente stia soffrendo.